# Buddh International Circuit
Buddh International Circuit er et motorsportsanlæg i Indien, beliggende i Greater Noida i delstaten Uttar Pradesh, 40 kilometer fra landets hovedstad Delhi.
Banen åbnede i oktober 2011, og var i årene 2011 til 2013 vært for Indiens Grand Prix i Formel 1-serien, inden en tvist om skattebetaling med delstatsregeringen i Uttar Pradesh, satte en stopper for løbet.

## Historie
I 2007 annoncerede FIA at Indien for første gang skulle have et årligt Formel 1 Grand Prix, med start fra efteråret 2010. Året efter meddelte Formel 1-chefen Bernie Ecclestone, at løbet ville blive rykket til 2011-sæsonen, da man ikke troede på at opførslen af Buddh-banen kunne stå færdig til tiden.
Det var den tyske banedesigner og arkitekt Hermann Tilke som lavede anlægget design, som har et samlet areal på 354 hektar, og er en del af Jaypee Sports City. Banens længde blev på 5,125 kilometer med 16 sving. Der er i alt plads til 120.000 tilskuere omkring banen.
Buddh International Circuit blev officielt indviet 18. oktober 2011, og 30. oktober samme år kunne Sebastian Vettel vinde det første F1 Grand Prix i Indien.
I august 2014 meddelte Bernie Ecclestone at der ikke ville blive kørt Formel 1 i 2014 og 2015-sæsonen, da banens ejer Jaypee Group havde udestående skattesager med myndighederne i Uttar Pradesh. På dette tidspunkt var der to år tilbage af kontrakten om afholdes af Grand Prix'et i Indien. Siden er der ikke blev kørt internationale mesterskaber i nogle løbsserier på banen.

## Vindere af Formel 1 på Buddh
| År   | Vinder           | Konstruktør      | Dæk | Tid           | Banelængde | Runder | Fart         | Dato        |
| ---- | ---------------- | ---------------- | --- | ------------- | ---------- | ------ | ------------ | ----------- |
| 2011 | Sebastian Vettel | Red Bull-Renault | P   | 1:30:35,002 t | 5,125 km   | 60     | 204,157 km/t | 30. oktober |
| 2012 | Sebastian Vettel | Red Bull-Renault | P   | 1:31:10,744 t | 5,125 km   | 60     | 202,842 km/t | 28. oktober |
| 2013 | Sebastian Vettel | Red Bull-Renault | P   | 1:31:12,187 t | 5,125 km   | 60     | 202,296 km/t | 27. oktober |